# Assheton Gore Curzon-Howe
Sir Assheton Gore Curzon-Howe, GCVO, KCB, CMG (* 10. August 1850 in Gopsall, Leicestershire; † 1. März 1911) war ein britischer Seeoffizier der Royal Navy, der unter anderem als Admiral zwischen 1908 und 1910 Oberkommandierender der Mittelmeerflotte (Commander-in-Chief, Mediterranean Fleet) sowie anschließend von 1910 bis zu seinem Tode 1911 Oberkommandierender des Marinestützpunktes Portsmouth (Commander-in-Chief. Portsmouth) war.

## Leben

### Familiäre Herkunft, Seeoffizier und Schiffskommandant

Assheton Gore Curzon-Howe übernahm als Kapitän zur See zwischen 1888 und 1891 sein erstes Kommando als Kommandant der Korvette HMS Boadicea.

Assheton Gore Curzon-Howe war das jüngste von dreizehn Kindern von Richard Curzon-Howe, 1. Earl Howe und das dritte der drei Kinder mit dessen zweiter Ehefrau Anne Gore, einer Tochter von Vizeadmiral Sir John Gore. Zu seinen Halbgeschwistern aus der ersten Ehe seines Vaters mit Lady Harriet Georgiana Brudenell, einer Tochter von Robert Brudenell, 6. Earl of Cardigan, gehörten George Augustus Frederick Louis Curzon-Howe, der zwischen 1857 und 1870 Mitglied des Unterhauses (House of Commons) war und nach dem Tode des Vaters 1870 den Titel als 2. Earl Howe erbte. sowie General Sir Richard William Penn Curzon-Howe, der nach dem Tode seines älteren Bruder 1876 den Titel als 3. Earl Howe erbte. Ein weiterer Halbbruder war General Sir Leicester Smyth, der unter anderem von 1890 bis 1891 Gouverneur von Gibraltar war. Sein älterer Bruder Oberst Montagu Curzon war zwischen 1883 und 1885 ebenfalls Unterhausabgeordneter, während seine ältere Schwester Lady Mary Anna Curzon mit James Hamilton, 2. Duke of Abercorn verheiratet war.
Er selbst trat 1865 in die Royal Navy ein und fand im Laufe der nächsten Jahre zahlreiche Verwendungen als Seeoffizier und Stabsoffizier. Nach seiner Beförderung zum Kapitän zur See (Captain) am 6. Januar 1888 war er zwischen April 1888 und Mai 1891 Kommandant (Commanding Officer) der Korvette Boadicea und wurde für seine Verdienste 1891 Companion des Order of the Bath (CB). Er war danach von September 1892 bis Dezember 1895 Kommandant der Korvette Cleopatra sowie zwischen Januar und November 1896 Kommandant des Einheitslinienschiffs Revenge. Er wurde 1896 zudem auch Companion des Order of St Michael and St George (CMG). Im Anschluss fungierte er zwischen April 1897 und März 1900 als Kommandant des Kadettenschulschiffs Britannia sowie von Februar 1900 bis August 1901 Kommandant des Linienschiffs Ocean.

### Aufstieg zum Admiral, Familie und Nachkommen
Nach seiner Beförderung zum Konteradmiral (Rear-Admiral) am 23. Juli 1901 war Assheton Curzon-Howe zwischen Juni 1902 und Juni 1903 stellvertretender Kommandeur des Kanalflotte (Second-in-Command, Channel Fleet), die zu dem Zeitpunkt aus dem bisherigen Kanalgeschwader (Channel Squadron) entstand. Im Anschluss wechselte er im August 1903 zum Marinestützpunkt China und war bis August 1905 als (Second-in-Command, China Station) dessen stellvertretender Kommandeur. In dieser Verwendung wurde er am 30. Juni 1905 zum Knight Commander des Order of the Bath (KCB) geschlagen, so dass er seither den Namenszusatz „Sir“ führte. Nachdem er am 12. September 1905 zum Vizeadmiral (Vice-Admiral) befördert worden war, kehrte er im Dezember 1905 zur Kanalflotte zurück und war dort bis Februar 1907 abermals als Second-in-Command, Channel Fleet deren stellvertretender Kommandeur. Im Anschluss löste er im Februar 1907 Vizeadmiral Sir William May als Oberkommandierender der Atlantikflotte (Commander-in-Chief, Atlantic Fleet) ab und verblieb auf diesem Posten bis Juni 1908, woraufhin Vizeadmiral Prince Louis of Battenberg seine Nachfolge antrat.
Im November 1908 löste Vizeadmiral Curzon-Howe Admiral Sir Charles Drury als Oberkommandierender der Mittelmeerflotte (Commander-in-Chief, Mediterranean Fleet) ab. Er bekleidete dieses Amt bis April 1910 und wurde daraufhin vom Admiral Sir Edmund Poë abgelöst. In dieser Verwendung wurde er am 2. Januar 1909 zum Admiral befördert und zudem am 12. Juli 1909 als Knight Grand Cross des Royal Victorian Order (GCVO) ausgezeichnet. Zuletzt übernahm er im April 1910 von Admiral Sir Arthur Dalrymple Fanshawe den Posten als Oberkommandierender des Marinestützpunktes Portsmouth (Commander-in-Chief. Portsmouth). Er bekleidete dieses Amt bis zu seinem Tode am 1. März 1911, woraufhin Admiral Sir Arthur Moore seine Nachfolger wurde.
Assheton Gore Curzon-Howe heiratete am 25. Februar 1892 Alice Anne Cowell, Tochter von Generalmajor Sir John Clayton Cowell. Aus dieser Ehe gingen die beiden Söhne  Kapitän zur See Leicester Charles Assheton St. John Curzon-Howe und Oberstleutnant Assheton Penn Curzon-Howe-Herrick sowie die Töchter Victoria Alexandrina Alice Curzon-Howe, Joyce Mary Curzon-Howe und Elizabeth Anne Curzon-Howe hervor.